# 13092 Schrödinger
13092 Schrödinger è un asteroide della fascia principale. Scoperto nel 1992, presenta un'orbita caratterizzata da un semiasse maggiore pari a 2,1539032 au e da un'eccentricità di 0,0494516, inclinata di 0,61875° rispetto all'eclittica.
L'asteroide è dedicato al fisico austriaco Erwin Schrödinger.